# 車時元
車時元（韓語：차시원，1989年4月16日—），另譯作車始元，是一名韓國男演員。

## 演出作品

### 電視劇
- 2020年：Netflix《屍戰朝鮮2》飾演 家奴
- 2020年：OCN《驅魔麵館》飾演 林在哲(EP5.6)[3]
- 2021年：JTBC《怪物》飾演 員工(EP12)
- 2021年：Netflix《地獄公使》飾演 斯淸
- 2021年：tvN《邪惡與瘋狂》飾演 梁在善[4]
- 2022年：Netflix《紙房子：韓國篇》飾演 傭兵(EP3)
- 2022年：MBC《黑話律師》飾演 韓英成(EP11.12)
- 2022年：MBC《野豬狩獵》飾演 周協[5]
- 2022年：Netflix《模範家族》飾演 檢查站警察(EP1)
- 2023年：tvN《九尾狐傳1938》飾演 白峨音的丈夫(EP1.4.5.7)
- 2024年：Netflix《遺贈的秘密》飾演 金正賢
- 2025年：Disney+《血謎拼圖》飾演 司機

### 電影
- 2017年：《菜鳥警校生》飾演 警察大學同期生
- 2018年：《麻藥王》飾演 龍八夷幫
- 2019年：《驅魔使者》飾演 大煥[6]
- 2019年：《白頭山：半島浩劫》飾演 本陣隊員
- 2020年：《屍速列車：感染半島》飾演 香港行動隊長[7]
- 2022年：《極速快遞》飾演 廣搜隊
- 2023年：《大明星多重宇宙》飾演 助理導演

### 舞台劇
- 2014年：《Afronese-高陽(아프로네스-고양)》飾演 祕書
- 2015年：《Hangover(행오버)》飾演 泰民
- 2015年：《音樂劇 鄭道傳(뮤지컬 정도전)》
- 未知：《世界上最美麗的離別(세상에서 가장 아름다운 이별)》
- 未知：《酒館(술집)》
- 未知：《春川那裏(춘천거기)》

## 外部連結
- 車時元的Instagram帳戶
- 車時元在NAVER上的资料